# Convocazioni per il campionato mondiale di hockey su ghiaccio maschile 2009
Ciascuna squadra partecipante al Campionato mondiale di hockey su ghiaccio maschile 2009 consisteva in almeno 15 giocatori (attaccanti e difensori) e 2 portieri, mentre al massimo si poteva disporre di 22 giocatori e 3 portieri.

## Gruppo A

### Bielorussia
Allenatore:  Glen Hanlon.
Lista dei convocati aggiornata al 2 maggio 2009.
| N. | Pos. | Nome                   | Anno | Alt. | Peso | Tiro | Squadra             |
| -- | ---- | ---------------------- | ---- | ---- | ---- | ---- | ------------------- |
| 1  | P    | Vital' Koval'          | 1980 | 188  | 100  | L    | Dinamo Minsk        |
| 3  | D    | Ivan Usenko            | 1983 | 184  | 89   | R    | Homel'              |
| 4  | D    | Aljaksandr Makrycki    | 1971 | 186  | 90   | L    | Dinamo Minsk        |
| 5  | D    | Aljaksandr Radzinski   | 1978 | 189  | 93   | R    | Junost Minsk        |
| 7  | D    | Uladzimir Dzianisaŭ    | 1984 | 181  | 94   | L    | Hartford Wolf Pack  |
| 8  | A    | Andrėj Michalëv        | 1978 | 185  | 90   | L    | Dinamo Minsk        |
| 10 | A    | Aleh Antonenka - A     | 1971 | 187  | 92   | R    | MVD                 |
| 11 | A    | Aljaksandr Kulakoŭ     | 1983 | 182  | 89   | L    | Dinamo Minsk        |
| 15 | A    | Evgeni Kovyršin        | 1986 | 178  | 77   | L    | Keramin Minsk       |
| 16 | A    | Michail Stefanovič     | 1989 | 188  | 92   | R    | Québec Remparts     |
| 18 | A    | Aljaksej Uharaŭ        | 1989 | 179  | 80   | L    | MVD                 |
| 19 | A    | Dzmitryj Mjaleška      | 1982 | 181  | 81   | R    | Dinamo Minsk        |
| 23 | A    | Andrėj Stas'           | 1988 | 187  | 83   | L    | Dinamo Minsk        |
| 24 | D    | Ruslan Salej - A       | 1974 | 184  | 96   | L    | Colorado Avalanche  |
| 28 | A    | Kanstanzin Kal'coŭ - C | 1981 | 186  | 90   | L    | Salavat Julaev      |
| 29 | D    | Andrėj Baško           | 1982 | 189  | 88   | L    | Amur Chabarovsk     |
| 31 | P    | Andrėj Mezin           | 1974 | 182  | 78   | L    | Magnitogorsk        |
| 35 | P    | Ihar Brikun            | 1986 | 182  | 78   | L    | Homel'              |
| 43 | D    | Viktar Kascjučonak     | 1979 | 187  | 94   | L    | Amur Chabarovsk     |
| 59 | A    | Sjarhej Dzjamahin      | 1986 | 183  | 80   | L    | Dinamo Minsk        |
| 68 | A    | Jaraslaŭ Čuprys        | 1981 | 179  | 93   | L    | Dinamo Minsk        |
| 71 | A    | Aljaksej Kaljužny      | 1977 | 178  | 84   | L    | Dinamo Mosca        |
| 84 | A    | Michail Hraboŭski      | 1977 | 178  | 84   | L    | Toronto Maple Leafs |
| 85 | D    | Andrėj Antonaŭ         | 1985 | 177  | 84   | L    | Dinamo Minsk        |
| 89 | D    | Dzmitryj Korabaŭ       | 1989 | 191  | 98   | L    | Dinamo Minsk        |

LEGENDA:

P = Portiere, D = Difensore, A = Attaccante, L = sinistra, R = destra

### Canada
Allenatore:  Lindy Ruff.
Lista dei convocati aggiornata al 2 maggio 2009.
| N. | Pos. | Nome                 | Anno | Alt. | Peso | Tiro | Squadra             |
| -- | ---- | -------------------- | ---- | ---- | ---- | ---- | ------------------- |
| 2  | D    | Dan Hamhuis          | 1982 | 186  | 92   | L    | Nashville Predators |
| 3  | D    | Drew Doughty         | 1989 | 185  | 92   | R    | Los Angeles Kings   |
| 4  | D    | Chris Phillips       | 1978 | 189  | 98   | L    | Ottawa Senators     |
| 5  | D    | Luke Schenn          | 1989 | 188  | 98   | R    | Toronto Maple Leafs |
| 6  | D    | Shea Weber - A       | 1985 | 193  | 104  | R    | Nashville Predators |
| 7  | D    | Ian White            | 1984 | 178  | 84   | R    | Toronto Maple Leafs |
| 8  | A    | Scottie Upshall      | 1983 | 183  | 89   | L    | Phoenix Coyotes     |
| 9  | A    | Derek Roy            | 1983 | 175  | 85   | L    | Buffalo Sabres      |
| 10 | A    | Shawn Horcoff        | 1978 | 185  | 92   | L    | Edmonton Oilers     |
| 12 | A    | Mike Fisher          | 1980 | 185  | 97   | R    | Ottawa Senators     |
| 15 | A    | Dany Heatley - A     | 1981 | 190  | 97   | L    | Ottawa Senators     |
| 16 | A    | Travis Zajac         | 1985 | 187  | 89   | R    | New Jersey Devils   |
| 17 | A    | Steven Stamkos       | 1990 | 183  | 88   | R    | Tampa Bay Lightning |
| 18 | A    | Matthew Lombardi     | 1982 | 183  | 88   | L    | Phoenix Coyotes     |
| 19 | A    | Shane Doan - C       | 1976 | 188  | 98   | R    | Phoenix Coyotes     |
| 20 | A    | Colby Armstrong      | 1982 | 188  | 89   | R    | Atlanta Thrashers   |
| 26 | A    | Martin St. Louis - A | 1975 | 175  | 80   | L    | Tampa Bay Lightning |
| 28 | A    | James Neal           | 1987 | 190  | 93   | L    | Dallas Stars        |
| 29 | D    | Joel Kwiatkowski     | 1977 | 183  | 93   | L    | Severstal’          |
| 30 | P    | Dwayne Roloson       | 1969 | 185  | 82   | L    | Edmonton Oilers     |
| 37 | P    | Josh Harding         | 1984 | 185  | 89   | R    | Minnesota Wild      |
| 44 | D    | Marc-Édouard Vlasic  | 1987 | 186  | 91   | L    | San Jose Sharks     |
| 50 | P    | Chris Mason          | 1976 | 182  | 90   | L    | St. Louis Blues     |
| 55 | D    | Braydon Coburn       | 1985 | 196  | 103  | L    | Philadelphia Flyers |
| 91 | A    | Jason Spezza         | 1983 | 190  | 97   | L    | Ottawa Senators     |

LEGENDA:

P = Portiere, D = Difensore, A = Attaccante, L = sinistra, R = destra

### Slovacchia
Allenatore:  Ján Filc.
Lista dei convocati aggiornata al 30 aprile 2009.
| N. | Pos. | Nome                  | Anno | Alt. | Peso | Tiro | Squadra            |
| -- | ---- | --------------------- | ---- | ---- | ---- | ---- | ------------------ |
| 4  | A    | Jiří Bicek            | 1978 | 178  | 83   | L    | Bienne             |
| 6  | D    | Peter Smrek           | 1979 | 183  | 97   | R    | Plzeň 1929         |
| 7  | D    | Ivan Baranka          | 1985 | 188  | 91   | L    | Spartak Mosca      |
| 10 | A    | Milan Bartovič        | 1981 | 182  | 87   | L    | Bílí Tygři Liberec |
| 12 | A    | Ivan Švarný           | 1984 | 188  | 90   | L    | Litvínov           |
| 14 | A    | Štefan Ružička        | 1985 | 182  | 97   | R    | Spartak Mosca      |
| 15 | D    | Dominik Graňák        | 1983 | 182  | 78   | L    | Färjestad          |
| 17 | A    | Michal Macho          | 1982 | 186  | 92   | R    | MHC Martin         |
| 19 | A    | Rastislav Pavlikovský | 1977 | 180  | 85   | L    | Sibir’ Novosibirsk |
| 20 | A    | Juraj Štefanka        | 1976 | 189  | 100  | L    | Vítkovice Steel    |
| 23 | A    | Ľuboš Bartečko - C    | 1976 | 183  | 86   | L    | Luleå              |
| 25 | P    | Ján Lašák             | 1979 | 183  | 93   | L    | Pardubice          |
| 26 | A    | Michal Handzuš - A    | 1977 | 193  | 98   | L    | Los Angeles Kings  |
| 27 | A    | Ladislav Nagy - A     | 1979 | 180  | 87   | L    | Severstal’         |
| 28 | A    | Peter Ölvecký         | 1985 | 188  | 86   | L    | Minnesota Wild     |
| 29 | D    | René Vydarený         | 1981 | 186  | 92   | L    | České Budějovice   |
| 31 | P    | Rastislav Staňa       | 1980 | 186  | 79   | L    | Severstal’         |
| 34 | A    | Tomáš Surový          | 1981 | 184  | 92   | L    | Linköping          |
| 41 | P    | Jaroslav Halák        | 1985 | 180  | 76   | L    | Montreal Canadiens |
| 43 | D    | Jaroslav Obšut        | 1976 | 183  | 90   | L    | Luleå              |
| 44 | D    | Andrej Sekera         | 1986 | 182  | 92   | L    | Buffalo Sabres     |
| 48 | D    | Boris Valábik         | 1986 | 199  | 105  | L    | Atlanta Thrashers  |
| 71 | A    | Juraj Mikúš           | 1987 | 186  | 90   | R    | HK 36 Skalica      |
| 81 | A    | Marcel Hossa          | 1981 | 187  | 100  | L    | Dinamo Riga        |
| 91 | A    | Branko Radivojevič    | 1983 | 187  | 95   | R    | Spartak Mosca      |

LEGENDA:

P = Portiere, D = Difensore, A = Attaccante, L = sinistra, R = destra

### Ungheria
Allenatore:  Pat Cortina.
Lista dei convocati aggiornata al 30 aprile 2009.
| N. | Pos. | Nome                | Anno | Alt. | Peso | Tiro | Squadra             |
| -- | ---- | ------------------- | ---- | ---- | ---- | ---- | ------------------- |
| 1  | P    | Krisztián Budai     | 1979 | 189  | 92   | L    | Kežmarok            |
| 2  | A    | Csaba Kovács        | 1984 | 178  | 80   | L    | Fehérvár AV19       |
| 4  | D    | András Horváth      | 1976 | 188  | 103  | R    | Fehérvár AV19       |
| 5  | D    | Viktor Szélig - A   | 1975 | 185  | 95   | L    | Diables Rouges      |
| 6  | D    | Viktor Tokaji       | 1977 | 181  | 81   | R    | Fehérvár AV19       |
| 9  | A    | András Benk         | 1987 | 186  | 85   | L    | Fehérvár AV19       |
| 11 | A    | Balázs Ladányi - A  | 1976 | 178  | 88   | R    | Diables Rouges      |
| 13 | A    | Csaba Jánosi        | 1981 | 172  | 75   | L    | Ferencvárosi TC     |
| 14 | D    | Rastislav Ondrejcik | 1973 | 180  | 82   | R    | Fehérvár AV19       |
| 15 | A    | Gergely Majoross    | 1979 | 178  | 85   | L    | Budapest Stars      |
| 16 | A    | Dániel Kóger        | 1989 | 187  | 82   | L    | Red Bull Salisburgo |
| 21 | A    | János Vas           | 1984 | 187  | 90   | L    | Brynäs              |
| 22 | A    | Roger Holéczy       | 1976 | 172  | 75   | L    | Budapest Stars      |
| 24 | D    | Krisztián Palkovics | 1975 | 187  | 92   | L    | Fehérvár AV19       |
| 25 | D    | Balázs Kangyal - C  | 1969 | 185  | 95   | L    | Budapest Stars      |
| 29 | D    | Zoltán Hetényi      | 1988 | 189  | 81   | L    | Fehérvár AV19       |
| 31 | P    | Levente Szuper      | 1980 | 180  | 85   | L    | Fehérvár AV19       |
| 33 | D    | Bence Svasznek      | 1975 | 186  | 93   | L    | Budapest Stars      |
| 42 | A    | Márton Vas          | 1980 | 189  | 92   | L    | Diables Rouges      |
| 43 | D    | Tamás Sille         | 1969 | 177  | 88   | L    | Budapest Stars      |
| 63 | D    | Omar Ennafatti      | 1980 | 182  | 97   | R    | Tours               |
| 77 | A    | Imre Peterdi        | 1980 | 176  | 80   | L    | Dunaújvárosi        |
| 78 | A    | Artyom Vaszjunyin   | 1984 | 180  | 80   | L    | Fehérvár AV19       |
| 91 | A    | Dániel Fekete       | 1982 | 178  | 80   | L    | Fehérvár AV19       |
| 98 | A    | Gergő Nagy          | 1989 | 189  | 82   | L    | Fehérvár AV19       |

LEGENDA:

P = Portiere, D = Difensore, A = Attaccante, L = sinistra, R = destra

## Gruppo B

### Francia
Allenatore:  David Henderson.
Lista dei convocati aggiornata al 30 aprile 2009.
| N. | Pos. | Nome                     | Anno | Alt. | Peso | Tiro | Squadra               |
| -- | ---- | ------------------------ | ---- | ---- | ---- | ---- | --------------------- |
| 1  | P    | Eddy Ferhi               | 1979 | 189  | 90   | L    | Brûleurs de Loups     |
| 3  | D    | Vincent Bachet - A       | 1978 | 180  | 85   | L    | Gothiques d'Amiens    |
| 7  | A    | Yorick Treille           | 1980 | 190  | 101  | R    | Vítkovice Steel       |
| 10 | A    | Laurent Meunier - C      | 1974 | 183  | 84   | R    | Friburgo-Gottéron     |
| 11 | A    | François Rozenthal       | 1975 | 177  | 80   | R    | Morzine-Avoriaz       |
| 13 | A    | Jonathan Zwikel          | 1975 | 182  | 86   | L    | Morzine-Avoriaz       |
| 14 | A    | Stéphane da Costa        | 1989 | 180  | 89   | R    | Sioux City Musketeers |
| 16 | D    | Benoît Quessandier       | 1985 | 184  | 85   | L    | Dauphins d'Épinal     |
| 18 | A    | Luc Tardif               | 1984 | 195  | 101  | L    | Morzine-Avoriaz       |
| 20 | A    | Damien Raux              | 1984 | 178  | 82   | L    | Diables Rouges        |
| 21 | A    | Cyril Papa               | 1984 | 180  | 84   | L    | Ours de Villard       |
| 26 | A    | Anthoine Lussier         | 1983 | 183  | 84   | L    | La Chaux-de-Fonds     |
| 27 | D    | Baptiste Amar            | 1979 | 183  | 87   | L    | Brûleurs de Loups     |
| 28 | A    | Laurent Gras - A         | 1976 | 176  | 84   | L    | Morzine-Avoriaz       |
| 29 | D    | Mathieu Mille            | 1981 | 189  | 88   | L    | Morzine-Avoriaz       |
| 38 | D    | Thomas Roussel           | 1985 | 183  | 85   | L    | Gothiques d'Amiens    |
| 41 | A    | Pierre-Édouard Bellemare | 1985 | 182  | 87   | L    | Leksand               |
| 42 | P    | Fabrice Lhenry           | 1973 | 180  | 83   | L    | EfB Ishockey          |
| 44 | D    | Antonin Manavian         | 1987 | 191  | 100  | R    | Brûleurs de Loups     |
| 71 | D    | Kevin Igier              | 1987 | 180  | 84   | L    | Ducs d'Angers         |
| 72 | D    | Gary Lévêque             | 1981 | 185  | 88   | L    | Ducs d'Angers         |
| 77 | A    | Sacha Treille            | 1987 | 196  | 95   | L    | Färjestad             |
| 84 | A    | Kévin Hecquefeuille      | 1984 | 183  | 84   | R    | Nybro Vikings         |
| 86 | A    | Damien Fleury            | 1986 | 179  | 81   | R    | Brûleurs de Loups     |
| 92 | P    | Henri-Corentin Buysse    | 1988 | 185  | 88   | L    | Gothiques d'Amiens    |

LEGENDA:

P = Portiere, D = Difensore, A = Attaccante, L = sinistra, R = destra

### Germania
Allenatore:  Uwe Krupp.
Lista dei convocati aggiornata al 30 aprile 2009.
| N. | Pos. | Nome                | Anno | Alt. | Peso | Tiro | Squadra            |
| -- | ---- | ------------------- | ---- | ---- | ---- | ---- | ------------------ |
| 1  | P    | Dimitrij Kotschnew  | 1981 | 184  | 80   | L    | Spartak Mosca      |
| 6  | D    | Sven Butenschön     | 1976 | 192  | 96   | L    | Adler Mannheim     |
| 7  | D    | Christopher Schmidt | 1976 | 195  | 96   | L    | Iserlohn Roosters  |
| 8  | D    | Sebastian Osterloh  | 1983 | 186  | 87   | L    | Frankfurt Lions    |
| 11 | A    | Sven Felski         | 1974 | 180  | 78   | L    | Eisbären Berlino   |
| 13 | D    | Christoph Schubert  | 1982 | 189  | 103  | L    | Ottawa Senators    |
| 15 | A    | T.J. Mulock         | 1985 | 183  | 88   | R    | EC Bad Tölz        |
| 16 | A    | Michael Wolf        | 1981 | 177  | 78   | R    | Iserlohn Roosters  |
| 17 | A    | Jochen Hecht - A    | 1977 | 187  | 92   | L    | Buffalo Sabres     |
| 18 | A    | Kai Hospelt         | 1985 | 185  | 85   | L    | Grizzlys Wolfsburg |
| 22 | D    | Michael Bakos - A   | 1979 | 190  | 94   | R    | ERC Ingolstadt     |
| 24 | A    | André Rankel        | 1985 | 186  | 92   | L    | Eisbären Berlino   |
| 26 | A    | Daniel Kreutzer     | 1979 | 176  | 86   | L    | DEG Metro Stars    |
| 29 | A    | Alexander Barta     | 1983 | 180  | 76   | R    | Hamburg Freezers   |
| 31 | D    | Andreas Renz - C    | 1977 | 183  | 94   | L    | Kölner Haie        |
| 32 | P    | Dimitri Pätzold     | 1983 | 180  | 80   | L    | Hannover Scorpions |
| 33 | A    | Michael Hackert     | 1981 | 183  | 85   | L    | Adler Mannheim     |
| 36 | A    | Yannic Seidenberg   | 1984 | 172  | 80   | L    | ERC Ingolstadt     |
| 44 | P    | Dennis Endras       | 1985 | 183  | 76   | L    | Augsburger Panther |
| 47 | A    | Christoph Ullmann   | 1983 | 182  | 83   | L    | Kölner Haie        |
| 48 | D    | Frank Hördler       | 1985 | 181  | 82   | L    | Eisbären Berlino   |
| 50 | A    | Patrick Hager       | 1988 | 177  | 80   | L    | Krefeld Pinguine   |
| 77 | D    | Nicolai Goc         | 1986 | 182  | 93   | L    | Hannover Scorpions |
| 87 | A    | Philip Gogulla      | 1987 | 188  | 90   | L    | Kölner Haie        |
| 91 | D    | Moritz Müller       | 1986 | 187  | 88   | L    | Kölner Haie        |

LEGENDA:

P = Portiere, D = Difensore, A = Attaccante, L = sinistra, R = destra

### Russia
Allenatore:  Vjačeslav Bykov.
Lista dei convocati aggiornata al 2 maggio 2009.
| N. | Pos. | Nome                 | Anno | Alt. | Peso | Tiro | Squadra           |
| -- | ---- | -------------------- | ---- | ---- | ---- | ---- | ----------------- |
| 1  | P    | Aleksandr Erëmenko   | 1980 | 179  | 75   | L    | Salavat Julaev    |
| 3  | D    | Vitalij Višnevskij   | 1980 | 189  | 91   | L    | Lok. Jaroslavl’   |
| 5  | D    | Il'ja Nikulin        | 1982 | 191  | 100  | L    | Ak Bars Kazan’    |
| 6  | D    | Anton Volčenkov      | 1982 | 187  | 105  | L    | Ottawa Senators   |
| 7  | D    | Dmitrij Kalinin      | 1980 | 189  | 98   | L    | Phoenix Coyotes   |
| 10 | A    | Sergej Mozjakin      | 1981 | 179  | 78   | R    | Atlant Mytišči    |
| 13 | A    | Nikolaj Žerdev       | 1984 | 189  | 92   | R    | New York Rangers  |
| 16 | A    | Aleksandr Perežogin  | 1983 | 179  | 79   | L    | Salavat Julaev    |
| 19 | A    | Anton Kur'janov      | 1983 | 175  | 82   | L    | Avangard Omsk     |
| 21 | A    | Konstantin Gorovikov | 1977 | 183  | 80   | L    | SKA Pietroburgo   |
| 22 | D    | Konstantin Korneev   | 1984 | 182  | 83   | L    | CSKA Mosca        |
| 23 | A    | Aleksej Tereščenko   | 1980 | 180  | 78   | L    | Salavat Julaev    |
| 24 | A    | Aleksandr Frolov     | 1982 | 188  | 95   | R    | Los Angeles Kings |
| 25 | A    | Danis Zaripov        | 1981 | 184  | 79   | L    | Ak Bars Kazan’    |
| 27 | D    | Vitalij Atjušov      | 1979 | 188  | 88   | L    | Magnitogorsk      |
| 30 | P    | Il'ja Bryzgalov      | 1980 | 191  | 95   | L    | Phoenix Coyotes   |
| 37 | D    | Denis Grebeškov      | 1983 | 185  | 93   | L    | Edmonton Oilers   |
| 42 | A    | Sergej Zinov'ev      | 1980 | 180  | 83   | L    | Dinamo Mosca      |
| 45 | D    | Vitalij Proškin      | 1976 | 192  | 90   | L    | Salavat Julaev    |
| 47 | A    | Aleksandr Radulov    | 1986 | 188  | 87   | L    | Salavat Julaev    |
| 70 | D    | Oleg Tverdovskij - A | 1976 | 184  | 88   | L    | Salavat Julaev    |
| 71 | A    | Il'ja Koval'čuk - A  | 1983 | 188  | 99   | R    | New Jersey Devils |
| 83 | P    | Vasilij Košečkin     | 1983 | 200  | 91   | L    | Lada Togliatti    |
| 91 | A    | Oleg Saprykin        | 1981 | 186  | 85   | L    | CSKA Mosca        |
| 95 | A    | Aleksej Morozov - C  | 1977 | 188  | 89   | L    | Ak Bars Kazan’    |

LEGENDA:

P = Portiere, D = Difensore, A = Attaccante, L = sinistra, R = destra

### Svizzera
Allenatore:  Ralph Krueger.
Lista dei convocati aggiornata al 30 aprile 2009.
| N. | Pos. | Nome                  | Anno | Alt. | Peso | Tiro | Squadra             |
| -- | ---- | --------------------- | ---- | ---- | ---- | ---- | ------------------- |
| 5  | D    | Severin Blindenbacher | 1983 | 180  | 88   | R    | ZSC Lions           |
| 7  | D    | Mark Streit - C       | 1977 | 183  | 95   | L    | New York Islanders  |
| 10 | A    | Andres Ambühl         | 1983 | 178  | 86   | R    | Davos               |
| 13 | D    | Félicien Du Bois      | 1983 | 185  | 77   | R    | Kloten Flyers       |
| 14 | A    | Roman Wick            | 1985 | 187  | 85   | L    | Kloten Flyers       |
| 18 | A    | Thomas Déruns         | 1982 | 185  | 86   | L    | Ginevra-Servette    |
| 23 | A    | Thierry Paterlini     | 1975 | 183  | 95   | L    | Lugano              |
| 25 | A    | Thibaut Monnet        | 1982 | 180  | 86   | L    | ZSC Lions           |
| 26 | P    | Martin Gerber         | 1982 | 180  | 90   | L    | Toronto Maple Leafs |
| 28 | A    | Martin Plüss          | 1977 | 175  | 80   | L    | Berna               |
| 31 | D    | Mathias Seger         | 1977 | 180  | 84   | L    | ZSC Lions           |
| 32 | A    | Ivo Rüthemann - A     | 1976 | 173  | 77   | L    | Berna               |
| 35 | A    | Sandy Jeannin - A     | 1976 | 178  | 84   | L    | Friburgo-Gottéron   |
| 36 | A    | Marc Reichert         | 1980 | 190  | 96   | L    | Berna               |
| 38 | A    | Thomas Ziegler        | 1978 | 180  | 85   | L    | Berna               |
| 39 | A    | Raffaele Sannitz      | 1983 | 187  | 93   | L    | Lugano              |
| 51 | A    | Ryan Gardner          | 1978 | 196  | 105  | R    | ZSC Lions           |
| 54 | D    | Philippe Furrer       | 1985 | 187  | 92   | L    | Berna               |
| 57 | D    | Goran Bezina          | 1980 | 190  | 103  | L    | Ginevra-Servette    |
| 66 | P    | Ronnie Rüeger         | 1973 | 184  | 85   | L    | Kloten Flyers       |
| 67 | A    | Romano Lemm           | 1984 | 182  | 86   | R    | Lugano              |
| 77 | D    | Yannick Weber         | 1988 | 180  | 88   | R    | Hamilton Bulldogs   |
| 86 | A    | Julien Sprunger       | 1986 | 194  | 87   | R    | Friburgo-Gottéron   |
| 88 | A    | Kevin Romy            | 1985 | 184  | 87   | L    | Lugano              |
| 90 | D    | Roman Josi            | 1990 | 185  | 87   | L    | Berna               |

LEGENDA:

P = Portiere, D = Difensore, A = Attaccante, L = sinistra, R = destra

## Gruppo C

### Austria
Allenatore:  Lars Bergström.
Lista dei convocati aggiornata al 30 aprile 2009.
| N. | Pos. | Nome                      | Anno | Alt. | Peso | Tiro | Squadra             |
| -- | ---- | ------------------------- | ---- | ---- | ---- | ---- | ------------------- |
| 1  | D    | Gerhard Unterluggauer - C | 1976 | 177  | 88   | L    | Innsbruck           |
| 8  | A    | Roland Kaspitz            | 1981 | 170  | 82   | L    | Villacher SV        |
| 11 | D    | Philippe Lakos            | 1980 | 192  | 100  | R    | Innsbruck           |
| 12 | A    | Michael Raffl             | 1988 | 185  | 87   | L    | Villacher SV        |
| 14 | A    | Andreas Nödl              | 1987 | 187  | 88   | L    | Phila. Phantoms     |
| 15 | A    | Paul Schellander          | 1986 | 186  | 75   | R    | KAC                 |
| 18 | A    | Thomas Koch - A           | 1983 | 173  | 77   | L    | Red Bull Salisburgo |
| 21 | A    | Matthias Trattnig         | 1979 | 185  | 95   | L    | Red Bull Salisburgo |
| 24 | D    | Darcy Werenka             | 1973 | 189  | 92   | R    | Vienna Capitals     |
| 26 | A    | Thomas Vanek              | 1984 | 189  | 94   | R    | Buffalo Sabres      |
| 27 | D    | Jeremy Rebek - A          | 1976 | 179  | 88   | R    | Red Bull Salisburgo |
| 29 | P    | Jürgen Penker             | 1982 | 185  | 90   | L    | Rögle               |
| 30 | P    | Bernd Brückler            | 1981 | 186  | 86   | L    | Espoo Blues         |
| 32 | D    | Andre Lakos               | 1979 | 203  | 103  | R    | Traktor Čeljabinsk  |
| 34 | A    | Markus Peintner           | 1980 | 181  | 83   | L    | Villacher SV        |
| 37 | A    | Andreas Kristler          | 1990 | 170  | 75   | L    | Villacher SV        |
| 38 | P    | Bernhard Starkbaum        | 1986 | 186  | 89   | L    | Villacher SV        |
| 39 | D    | Martin Oraze              | 1984 | 191  | 82   | L    | Villacher SV        |
| 41 | D    | Mario Altmann             | 1986 | 193  | 94   | L    | Vienna Capitals     |
| 45 | A    | David Schuller            | 1980 | 182  | 91   | L    | KAC                 |
| 47 | A    | Harald Ofner              | 1983 | 180  | 78   | L    | Innsbruck           |
| 55 | D    | Robert Lukas              | 1978 | 177  | 84   | L    | Black Wings Linz    |
| 61 | A    | Christoph Harand          | 1977 | 178  | 84   | L    | KAC                 |
| 79 | A    | Gregor Baumgartner        | 1979 | 185  | 90   | L    | Villacher SV        |
| 91 | A    | Oliver Setzinger          | 1983 | 183  | 89   | L    | Langnau Tigers      |

LEGENDA:

P = Portiere, D = Difensore, A = Attaccante, L = sinistra, R = destra

### Lettonia
Allenatore:  Oļegs Znaroks.
Lista dei convocati aggiornata al 30 aprile 2009.
| N. | Pos. | Nome                   | Anno | Alt. | Peso | Tiro | Squadra             |
| -- | ---- | ---------------------- | ---- | ---- | ---- | ---- | ------------------- |
| 1  | P    | Dmitrijs Žabotinskis   | 1980 | 171  | 73   | L    | Liepājas Metalurgs  |
| 2  | D    | Rodrigo Laviņš - A     | 1974 | 180  | 84   | L    | Dinamo Riga         |
| 3  | D    | Oskars Bārtulis        | 1987 | 186  | 87   | L    | Phila. Phantoms     |
| 5  | A    | Jānis Sprukts          | 1982 | 192  | 95   | L    | Florida Panthers    |
| 7  | D    | Kārlis Skrastiņš - C   | 1974 | 187  | 90   | L    | Florida Panthers    |
| 9  | A    | Mārtiņš Karsums        | 1986 | 178  | 80   | R    | Tampa Bay Lightning |
| 10 | A    | Lauris Dārziņš         | 1985 | 189  | 90   | R    | Dinamo Riga         |
| 11 | D    | Kristaps Sotnieks      | 1987 | 184  | 88   | L    | Dinamo Riga         |
| 12 | A    | Herberts Vasiļjevs - A | 1976 | 181  | 82   | R    | Krefeld Pinguine    |
| 13 | D    | Guntis Galviņš         | 1986 | 186  | 87   | L    | Dinamo Riga         |
| 14 | A    | Guntis Džeriņš         | 1985 | 180  | 75   | L    | MHC Martin          |
| 15 | D    | Aleksandrs Jerofejevs  | 1984 | 185  | 88   | L    | Neftechimik         |
| 16 | A    | Aleksejs Širokovs      | 1981 | 182  | 88   | R    | Dinamo Riga         |
| 17 | A    | Aleksandrs Ņiživijs    | 1976 | 177  | 78   | R    | Dinamo Riga         |
| 18 | D    | Georgijs Pujacs        | 1981 | 184  | 90   | L    | Dinamo Riga         |
| 19 | A    | Miķelis Rēdlihs        | 1984 | 180  | 80   | L    | Dinamo Riga         |
| 21 | A    | Armands Bērziņš        | 1983 | 192  | 90   | L    | Dinamo Riga         |
| 22 | D    | Oļegs Sorokins         | 1974 | 178  | 80   | L    | Dinamo Riga         |
| 26 | D    | Krišjānis Rēdlihs      | 1981 | 190  | 91   | L    | Dinamo Riga         |
| 28 | A    | Roberts Jekimovs       | 1989 | 185  | 80   | L    | Brynäs              |
| 29 | A    | Aigars Cipruss         | 1972 | 178  | 78   | L    | Dinamo Riga         |
| 30 | P    | Sergejs Naumovs        | 1969 | 177  | 78   | L    | Dinamo Riga         |
| 31 | P    | Edgars Masaļskis       | 1980 | 177  | 78   | L    | Füchse Duisburg     |
| 47 | A    | Mārtiņš Cipulis        | 1980 | 181  | 82   | L    | Dinamo Riga         |
| 75 | A    | Ģirts Ankipāns         | 1975 | 186  | 88   | L    | Dinamo Riga         |

LEGENDA:

P = Portiere, D = Difensore, A = Attaccante, L = sinistra, R = destra

### Stati Uniti
Allenatore:  Ron Wilson.
Lista dei convocati aggiornata al 3 maggio 2009.
| N. | Pos. | Nome                | Anno | Alt. | Peso | Tiro | Squadra             |
| -- | ---- | ------------------- | ---- | ---- | ---- | ---- | ------------------- |
| 2  | D    | Keith Ballard       | 1982 | 180  | 94   | L    | Florida Panthers    |
| 3  | D    | Jack Johnson        | 1987 | 185  | 102  | L    | Los Angeles Kings   |
| 4  | D    | Zach Bogosian       | 1978 | 187  | 91   | R    | Atlanta Thrashers   |
| 5  | D    | Matt Niskanen       | 1986 | 182  | 88   | R    | Dallas Stars        |
| 6  | D    | Ron Hainsey - A     | 1981 | 190  | 93   | L    | Atlanta Thrashers   |
| 7  | D    | Peter Harrold       | 1983 | 180  | 85   | R    | Los Angeles Kings   |
| 8  | A    | Joe Pavelski        | 1984 | 180  | 90   | R    | San Jose Sharks     |
| 9  | A    | Kyle Okposo         | 1988 | 185  | 91   | R    | New York Islanders  |
| 12 | A    | Patrick O'Sullivan  | 1985 | 180  | 86   | L    | Edmonton Oilers     |
| 15 | D    | John-Michael Liles  | 1980 | 177  | 84   | L    | Colorado Avalanche  |
| 17 | A    | Nick Foligno        | 1987 | 182  | 93   | L    | Ottawa Senators     |
| 18 | A    | Christopher Higgins | 1983 | 184  | 93   | L    | Montreal Canadiens  |
| 20 | D    | Ryan Suter          | 1985 | 185  | 88   | L    | Nashville Predators |
| 21 | A    | Drew Stafford       | 1985 | 187  | 92   | R    | Buffalo Sabres      |
| 22 | A    | Lee Stempniak       | 1983 | 183  | 89   | R    | Toronto Maple Leafs |
| 23 | A    | Dustin Brown - C    | 1984 | 182  | 94   | R    | Los Angeles Kings   |
| 26 | A    | Ryan Shannon        | 1983 | 175  | 79   | R    | Ottawa Senators     |
| 30 | P    | Scott Clemmensen    | 1977 | 191  | 98   | L    | New Jersey Devils   |
| 31 | P    | Robert Esche        | 1978 | 183  | 92   | R    | SKA Pietroburgo     |
| 33 | A    | Colin Wilson        | 1989 | 188  | 98   | L    | Boston U. Terriers  |
| 35 | P    | Al Montoya          | 1985 | 188  | 84   | L    | Phoenix Coyotes     |
| 42 | A    | David Backes        | 1984 | 190  | 98   | R    | St. Louis Blues     |
| 49 | A    | Colin Stuart        | 1982 | 188  | 93   | L    | Atlanta Thrashers   |
| 55 | A    | Jason Blake - A     | 1973 | 177  | 82   | L    | Toronto Maple Leafs |
| 74 | A    | T.J. Oshie          | 1986 | 180  | 77   | R    | St. Louis Blues     |

LEGENDA:

P = Portiere, D = Difensore, A = Attaccante, L = sinistra, R = destra

### Svezia
Allenatore:  Bengt-Åke Gustafsson.
Lista dei convocati aggiornata al 3 maggio 2009.
| N. | Pos. | Nome                 | Anno | Alt. | Peso | Tiro | Squadra               |
| -- | ---- | -------------------- | ---- | ---- | ---- | ---- | --------------------- |
| 1  | P    | Stefan Liv           | 1980 | 184  | 80   | L    | HV71                  |
| 2  | D    | Nicklas Grossmann    | 1985 | 191  | 94   | L    | Dallas Stars          |
| 4  | D    | Johan Åkerman        | 1972 | 181  | 91   | R    | Lok. Jaroslavl’       |
| 6  | D    | Magnus Johansson - A | 1973 | 178  | 82   | R    | Atlant Mytišči        |
| 7  | D    | Johnny Oduya         | 1981 | 182  | 92   | L    | New Jersey Devils     |
| 9  | A    | Tony Mårtensson      | 1980 | 184  | 89   | L    | Ak Bars Kazan’        |
| 10 | A    | Martin Thörnberg     | 1983 | 183  | 88   | L    | HV71                  |
| 11 | D    | Carl Gunnarsson      | 1986 | 188  | 86   | L    | Linköping             |
| 14 | A    | Patrik Berglund      | 1988 | 192  | 91   | L    | St. Louis Blues       |
| 15 | A    | Rickard Wallin - A   | 1980 | 191  | 91   | L    | Färjestad             |
| 16 | A    | Johan Andersson      | 1984 | 184  | 90   | L    | Timrå                 |
| 20 | A    | Joel Lundqvist       | 1982 | 185  | 88   | L    | Dallas Stars          |
| 21 | A    | Loui Eriksson        | 1985 | 185  | 83   | L    | Dallas Stars          |
| 22 | A    | Niklas Persson       | 1979 | 188  | 93   | L    | Linköping             |
| 23 | A    | Linus Omark          | 1987 | 179  | 78   | L    | Luleå                 |
| 24 | A    | Johan Harju          | 1986 | 190  | 95   | L    | Luleå                 |
| 26 | A    | Marcus Nilson        | 1978 | 188  | 89   | R    | Lok. Jaroslavl’       |
| 28 | D    | Dick Tärnström       | 1975 | 185  | 93   | L    | AIK                   |
| 29 | D    | Kenny Jönsson - C    | 1974 | 191  | 93   | L    | Rögle                 |
| 30 | A    | Johan Holmqvist      | 1978 | 186  | 90   | L    | Frölunda              |
| 36 | D    | Anton Strålman       | 1986 | 185  | 87   | R    | Toronto Maple Leafs   |
| 39 | D    | Tobias Enström       | 1984 | 191  | 82   | L    | Atlanta Thrashers     |
| 50 | P    | Jonas Gustavsson     | 1982 | 188  | 93   | L    | Färjestad             |
| 60 | A    | Kristian Huselius    | 1978 | 187  | 89   | L    | Columbus Blue Jackets |
| 80 | A    | Mattias Weinhandl    | 1980 | 182  | 88   | L    | Dinamo Mosca          |

LEGENDA:

P = Portiere, D = Difensore, A = Attaccante, L = sinistra, R = destra

## Gruppo D

### Danimarca
Allenatore:  Per Bäckman.
Lista dei convocati aggiornata al 1º maggio 2009.
| N. | Pos. | Nome                  | Anno | Alt. | Peso | Tiro | Squadra                   |
| -- | ---- | --------------------- | ---- | ---- | ---- | ---- | ------------------------- |
| 1  | P    | Patrick Galbraith     | 1986 | 183  | 76   | L    | SønderjyskE               |
| 2  | D    | Philip Hersby         | 1984 | 185  | 90   | L    | Copenhagen Hockey         |
| 3  | D    | Philip Larsen         | 1989 | 182  | 84   | R    | Frölunda                  |
| 4  | D    | Mads Bødker           | 1987 | 174  | 77   | L    | Rögle                     |
| 5  | D    | Daniel Nielsen        | 1980 | 182  | 80   | R    | Herning Blue Fox          |
| 7  | D    | Jesper Damgaard - C   | 1975 | 188  | 90   | R    | Malmö                     |
| 9  | A    | Kasper Degn           | 1982 | 175  | 75   | L    | Bietigheim Steelers       |
| 12 | A    | Rasmus Olsen          | 1980 | 186  | 84   | L    | Aalborg                   |
| 13 | A    | Morten Green - A      | 1981 | 183  | 88   | L    | Leksand                   |
| 15 | A    | Kim Lykkeskov         | 1983 | 174  | 74   | L    | SønderjyskE               |
| 18 | A    | Mads Christensen      | 1987 | 177  | 76   | L    | SønderjyskE               |
| 19 | A    | Kim Staal - A         | 1978 | 182  | 88   | R    | Malmö                     |
| 21 | A    | Thor Dresler          | 1979 | 188  | 93   | L    | Herning Blue Fox          |
| 24 | A    | Alexander Sundberg    | 1981 | 193  | 88   | L    | Rødovre Mighty Bulls      |
| 25 | D    | Kasper Pedersen       | 1984 | 185  | 83   | L    | Frederikshavn White Hawks |
| 27 | D    | Mads Bech Christensen | 1984 | 187  | 83   | L    | Frederikshavn White Hawks |
| 29 | A    | Morten Madsen         | 1987 | 190  | 85   | L    | Houston Aeros             |
| 30 | P    | Frederik Andersen     | 1989 | 192  | 100  | L    | Herning Blue Fox          |
| 31 | P    | Sebastian Dahm        | 1987 | 186  | 82   | R    | Syracuse Crunch           |
| 33 | A    | Julian Jakobsen       | 1987 | 183  | 82   | L    | Odense Bulldogs           |
| 44 | A    | Nichlas Hardt         | 1988 | 177  | 80   | L    | Malmö                     |
| 61 | A    | Jesper Jensen         | 1987 | 183  | 80   | L    | Frederikshavn White Hawks |
| 89 | A    | Mikkel Bødker         | 1989 | 180  | 88   | L    | Phoenix Coyotes           |
| 93 | A    | Peter Regin           | 1986 | 186  | 85   | L    | Binghamton Sen.s          |

LEGENDA:

P = Portiere, D = Difensore, A = Attaccante, L = sinistra, R = destra

### Finlandia
Allenatore:  Jukka Jalonen.
Lista dei convocati aggiornata al 1º maggio 2009.
| N. | Pos. | Nome                 | Anno | Alt. | Peso | Tiro | Squadra             |
| -- | ---- | -------------------- | ---- | ---- | ---- | ---- | ------------------- |
| 3  | D    | Petteri Nummelin - A | 1972 | 178  | 83   | L    | Lugano              |
| 4  | D    | Ville Koistinen      | 1982 | 181  | 86   | L    | Nashville Predators |
| 5  | D    | Lasse Kukkonen       | 1981 | 183  | 85   | L    | Philadelphia Flyers |
| 6  | D    | Topi Jaakola         | 1983 | 186  | 87   | L    | Södertälje SK       |
| 8  | A    | Hannes Hyvönen       | 1975 | 187  | 98   | R    | Dinamo Minsk        |
| 14 | A    | Niklas Hagman        | 1979 | 183  | 90   | L    | Toronto Maple Leafs |
| 20 | A    | Antti Miettinen      | 1980 | 182  | 84   | R    | Minnesota Wild      |
| 21 | D    | Janne Niskala        | 1981 | 183  | 90   | L    | Frölunda            |
| 22 | A    | Tommi Santala        | 1979 | 190  | 96   | R    | Kloten Flyers       |
| 24 | A    | Sami Kapanen - C     | 1973 | 175  | 82   | R    | KalPa               |
| 26 | A    | Jarkko Immonen       | 1982 | 181  | 90   | L    | JYP                 |
| 28 | D    | Anssi Salmela        | 1984 | 185  | 87   | L    | Atlanta Thrashers   |
| 29 | A    | Kalle Kerman         | 1979 | 182  | 87   | L    | Jokerit             |
| 31 | P    | Karri Rämö           | 1986 | 188  | 93   | L    | Tampa Bay Lightning |
| 33 | D    | Mikko Lehtonen       | 1978 | 184  | 95   | L    | Timrå               |
| 34 | P    | Juuso Riksman        | 1977 | 186  | 82   | L    | Jokerit             |
| 35 | P    | Pekka Rinne          | 1982 | 194  | 87   | R    | Nashville Predators |
| 37 | A    | Mika Pyörälä         | 1981 | 182  | 79   | L    | Timrå               |
| 39 | A    | Niko Kapanen         | 1978 | 177  | 80   | L    | Ak Bars Kazan’      |
| 41 | A    | Leo Komarov          | 1987 | 180  | 91   | L    | Pelicans            |
| 44 | D    | Janne Niinimaa       | 1975 | 186  | 95   | L    | Langnau Tigers      |
| 49 | A    | Tuomas Pihlman       | 1982 | 188  | 100  | L    | JYP                 |
| 51 | A    | Juha-Pekka Hytönen   | 1981 | 178  | 84   | L    | JYP                 |
| 73 | A    | Jarkko Ruutu - A     | 1975 | 188  | 93   | L    | Ottawa Senators     |
| 82 | A    | Ville Vahalahti      | 1977 | 183  | 85   | L    | TPS                 |

LEGENDA:

P = Portiere, D = Difensore, A = Attaccante, L = sinistra, R = destra

### Norvegia
Allenatore:  Roy Johansen.
Lista dei convocati aggiornata al 24 aprile 2009.
| N. | Pos. | Nome                  | Anno | Alt. | Peso | Tiro | Squadra            |
| -- | ---- | --------------------- | ---- | ---- | ---- | ---- | ------------------ |
| 5  | D    | Juha Kaunismäki       | 1979 | 188  | 84   | L    | Stavanger Oilers   |
| 6  | D    | Jonas Holøs           | 1987 | 180  | 91   | R    | Färjestad          |
| 7  | D    | Tommy Jakobsen        | 1970 | 173  | 85   | L    | Graz 99ers         |
| 8  | A    | Mads Hansen           | 1978 | 183  | 88   | L    | Brynäs             |
| 9  | A    | Marius Holtet         | 1984 | 185  | 84   | R    | Färjestad          |
| 10 | A    | Lars Erik Spets - C   | 1985 | 178  | 82   | L    | Vålerenga          |
| 14 | A    | Peter Lorentzen       | 1983 | 184  | 83   | L    | Rögle              |
| 19 | A    | Per-Åge Skrøder       | 1978 | 180  | 94   | L    | MODO               |
| 20 | A    | Anders Bastiansen - A | 1980 | 190  | 93   | L    | Färjestad          |
| 21 | A    | Morten Ask            | 1980 | 185  | 91   | L    | Füchse Duisburg    |
| 22 | A    | Martin Røymark        | 1986 | 184  | 84   | L    | Sparta Warriors    |
| 23 | D    | Mats Trygg - A        | 1976 | 179  | 83   | R    | Kölner Haie        |
| 26 | A    | Kristian Forsberg     | 1986 | 183  | 90   | R    | Storhamar Dragons  |
| 29 | A    | Tore Vikingstad       | 1975 | 191  | 93   | L    | Hannover Scorpions |
| 30 | P    | Ruben Smith           | 1987 | 181  | 75   | L    | Storhamar Dragons  |
| 33 | P    | Pål Grotnes           | 1977 | 188  | 86   | L    | Stjernen Hockey    |
| 34 | P    | André Lysenstøen      | 1988 | 193  | 108  | L    | Stavanger Oilers   |
| 35 | A    | Martin Laumann Ylven  | 1988 | 189  | 90   | L    | Linköping          |
| 36 | D    | Lars Erik Lund        | 1974 | 187  | 96   | L    | Vålerenga          |
| 41 | A    | Patrick Thoresen      | 1983 | 183  | 85   | L    | Lugano             |
| 47 | D    | Alexander Bonsaksen   | 1987 | 183  | 87   | L    | Vålerenga          |
| 48 | A    | Mats Zuccarello Aasen | 1987 | 171  | 75   | L    | MODO               |
| 54 | A    | Anders Myrvold        | 1975 | 187  | 92   | L    | Stavanger Oilers   |

LEGENDA:

P = Portiere, D = Difensore, A = Attaccante, L = sinistra, R = destra

### Rep. Ceca
Allenatore:  Vladimír Růžička.
Lista dei convocati aggiornata al 2 maggio 2009.
| N. | Pos. | Nome               | Anno | Alt. | Peso | Tiro | Squadra              |
| -- | ---- | ------------------ | ---- | ---- | ---- | ---- | -------------------- |
| 3  | D    | Marek Židlický - C | 1977 | 178  | 81   | R    | Minnesota Wild       |
| 5  | D    | Roman Polák        | 1986 | 186  | 103  | R    | St. Louis Blues      |
| 6  | D    | Ondřej Němec       | 1984 | 181  | 92   | R    | Energie Karlovy Vary |
| 10 | A    | Roman Červenka     | 1985 | 181  | 85   | L    | Slavia Praga         |
| 11 | D    | Michal Barinka     | 1980 | 192  | 102  | L    | Vítkovice Steel      |
| 12 | A    | Aleš Kotalík       | 1978 | 186  | 100  | R    | Edmonton Oilers      |
| 14 | A    | Tomáš Plekanec     | 1982 | 179  | 81   | R    | Montreal Canadiens   |
| 15 | A    | Jan Marek          | 1979 | 179  | 81   | R    | Magnitogorsk         |
| 16 | A    | Petr Čajánek - A   | 1975 | 181  | 80   | L    | Dinamo Mosca         |
| 17 | A    | Jaroslav Hlinka    | 1976 | 179  | 84   | L    | Linköping            |
| 19 | A    | Milan Michálek     | 1984 | 188  | 102  | L    | San Jose Sharks      |
| 20 | A    | Jakub Klepiš       | 1984 | 186  | 95   | R    | Avangard Omsk        |
| 23 | D    | Karel Rachůnek     | 1979 | 185  | 83   | R    | Dinamo Mosca         |
| 24 | A    | Zbyněk Irgl        | 1980 | 179  | 83   | R    | Lok. Jaroslavl’      |
| 25 | P    | Martin Prusek      | 1975 | 185  | 80   | L    | Dinamo Riga          |
| 26 | A    | Patrik Eliáš       | 1976 | 183  | 88   | L    | New Jersey Devils    |
| 33 | P    | Jakub Štěpánek     | 1986 | 187  | 71   | L    | Vítkovice Steel      |
| 36 | D    | Petr Čáslava       | 1979 | 199  | 99   | L    | Pardubice            |
| 44 | D    | Miroslav Blaťák    | 1982 | 184  | 83   | L    | Salavat Julaev       |
| 51 | P    | Lukas Mensator     | 1984 | 172  | 72   | L    | Energie Karlovy Vary |
| 60 | A    | Tomáš Rolinek      | 1980 | 177  | 83   | L    | Magnitogorsk         |
| 63 | A    | Josef Vašíček      | 1980 | 194  | 91   | L    | Lok. Jaroslavl’      |
| 68 | A    | Jaromír Jágr - A   | 1972 | 189  | 104  | L    | Avangard Omsk        |
| 83 | A    | Aleš Hemský        | 1983 | 179  | 78   | R    | Edmonton Oilers      |
| 85 | A    | Rostislav Olesz    | 1985 | 184  | 87   | L    | Florida Panthers     |

LEGENDA:

P = Portiere, D = Difensore, A = Attaccante, L = sinistra, R = destra